# Кримськотатарська музика
Кримськотатарська музика — музика кримськотатарського народу. Має тривалу історію розвитку, бере початок від часів Кримського ханства.

## Фольклор
Музичний фольклор кримських татар є самобутньою гілкою культури тюркомовних народів і включає низку пісенних жанрів, жанри народної та класичної інструментальної музики, а також музика релігійного напрямку.
Пісні кримських татар представлені низкою жанрів, з яких одні більш характерні степовим регіонам, інші — гірським та південнобережжю. Вони виконуються одноголосно, проте в разі виконання великим гуртом в унісон або з інструментальним супроводом проступають риси гетерофонії. Діапазон мелодій раннього походження не перевищує октави, пізнішого — досягає 1,5 октави. Характерним є інструментальний вступ, витриманий в характері пісні. Ладова основа пісень — діатонічна. Пісні степового регіону більш аскетичні за своїм характером тоді як гірського і південнобережного — більш емоційні і орнаментовані.
Своєрідними пісенними жанрами кримськотатарської музики є:
- Йир — пісні степового краю аскетичного характеру
- Тюркю — пісні гірських і південнобережних районів, відрізняються різноманіттям і складністю фактури, нерідко також складною орнаментикою і ритмікою.
- Дестан — епічна оповідь, побудована на чергуванні розмовного тексту і музичних фрагментів. Його виконують ашиклар (ашуги).
- Такмак — коротка, швидка пісня, приповідку речитативного характеру.
- Бейіт — різновид речитативу жителів степових районів Криму (ногай бейітлері) сатиричного чи гумористичного характеру.
- Чин — пісня імпровізаційного характеру типу частівок. Має коротку мелодію (на 8 тактів), невеликий діапазон, темп помірний чи повільний. Виконуються під час своєрідних індивідуальних чи групових пісенних змагань між юнаками й дівчатами.
- Мане — розвинута лірична пісня, що була поширена в прибережних і гірських районах Криму. Виконується хором і одночасно танцюється як хоран.
- Макам — вокально-інструментальна п'єса імпровізаційного характеру з ознаками сюїти, поширена в прибережних і гірських районах Криму.

Народна інструментальна музика кримських татар представлені такими жанрами:
- Той мерасімі авалари — інструментальні п'єси, що виконуються під час весілля, найпоширенішою є циклічна форма «Таксім» (Прелюдія) — «Пешраф» (Інтермецо), де таксім виконується скрипкою соло у вільній манері, проте з точно відшліфованою мелодією, інші інструменти підтримують її на тоніці, а контрастна до неї пешраф виконується, всім складом ансамблю в середньому чи швидкому темпі;
- Долулар — застольні інструментальні мелодії, що виконуються на весіллі всім складом ансамблю;
- Агир авалар — повільні танці;
- Кайтармалар (хайтарми) — швидкі танці;
- Чешит оюн авалари — різні танцювальні мелодії (хороводні, пастуші награвання тощо;
- Кьонушма ве еглендже авалари — розважальні мелодії

Традиційними музичними інструментами кримських татар є
- духові: зурна, тулуп-зурна (волинка або дуда), кавал або хавал (свисткова дудка);
- струнні: сантр (рід цимбалів), саз (щипковий), кеманче (смичковий);
- ударні: давул (вел. барабан), чубук давул (вел. барабан), даре — дойра, думбелек (парні литаври).

Релігійна музика кримських татар представлена виключно пісенними жанрами, що мають назву іляхи — пісні плакальниць, жерців-аскетів, місіонерів та паломників, що прославляли верховне божество. За характером виконання іляхи поділяються на 2 види: хорові (в унісон) — іляхи тевхіди й сольні — іляхи вакуфи. Іляхи тевхіди (в перекладі з арабської — божественне єднання або злиття з богом) виконуються групою людей, основна частина яких підспівує рефрен чи супроводжує спів вигуками «гьу хай», цим зумовлено його чіткий, одномірний ритм. Іляхи вакуфяї (з араб. — божественне стояння чи зупинка на шляху до бога) виконуються соло, оскільки їх інтонаційна орнаментика складніша, а метроритміка вільна.

## Професійна музична культура
Інтеграція кримськотатарської музики до європейської культури починається з 1920-х. Основоположником кримськотатарської професійної композиторської школи вважається А. Рефатов (1920—1938) — автор першої кримськотатарської опери — «Чора Батир», а також збірки кримськотатарських народних пісень. Його життя було обірвано виконавцями сталінських репресій. Послідовниками Рефатова у радянський період стали І. Бахшиш (1912—2000) та Е. Налбандов (1926—1999), які були депортовані з Криму й продовжували творчу роботі в Таджикистані.
У 1990-х роках з поваленням СРСР кримські татари повертаються на історичну батьківщину, що сприяє поступовому відродженню національної культури. У 1992 році до Кримської філармонії повернувся ансамбль кримськотатарської музики «Хайтарма», що протягом тривалого часу залишався єдиним творчим колективом, що зберігав на професійному рівні самобутню культуру кримських татар. До Криму приїхали працювати такі композитори як М. Халітова (автор кількох симфонічних творів), А. Караманов (автор офіційного гімну АР Крим). Цікаві зразки сучасних інтерпретацій кримськотатарської і українського музичного фольклору представлені у творчості сучасного композитора Р. Рамазанова. У джазовому напрямку самобутній стиль розвиває Енвер Ізмайлов, у популярній музиці — Джамала.